# 에이소
에이소(일본어: 永祚)는 일본의 연호 중 하나이다. 이 연간에 긴키 지방에서 태풍으로 인한 재해가 발생하여 이듬해 곧바로 개원되었다.
- 전후: 에이엔(永延) 이후 - 쇼랴쿠(正暦) 이전.
- 시기: 989년 ~ 990년
- 천황: 이치조 천황

## 개원
- 에이엔 3년 8월 8일(율리우스력 989년 9월 10일) 별똥별의 출현으로 인해 개원하여
- 에이소 2년 11월 7일(율리우스력 990년 11월 26일) 쇼랴쿠로 개원되었다.

## 출전
《진서》의 "……保茲永祚, 與天比崇."

## 에이소 시기에 일어난 일
- 원년
  - 8월 13일: 긴키 지방을 맹렬한 태풍이 습격해 큰 피해를 냈다.
- 2년
  - 1월 5일: 어린 황제인 이치조 천황이 11세가 되어 겐푸쿠(元服)를 치르고 후지와라씨에서 데이시를 황후로 맞이했다.

## 서력과의 대조표
| 에이소      | 원년       | 2년        |
| ----------- | ---------- | ---------- |
| 서기 (西紀) | 989년      | 990년      |
| 간지 (干支) | 기축(己丑) | 경인(庚寅) |

## 같이 보기
- 일본의 연호 일람

| 이전 에이엔 | 일본의 연호 989년 ~ 990년 | 다음 쇼랴쿠 |